# Обухівка (Куп'янський район)
Обу́хівка — село в Україні, у Дворічанській селищній громаді Куп'янського району Харківської області. Населення становить 180 осіб. До 2020 орган місцевого самоврядування — Колодязненська сільська рада.

## Географія
Село Обухівка знаходиться на лівому березі річки Верхня Дворічна поруч з балкою Третьяків Яр, нижче за течією за 2 км розташоване село Колодязне, на протилежному березі села Новоужвинівка і Григорівка.

## Історія
1750 - дата заснування.
7 (20) листопада 1917 року, відповідно до.Третього Універсалу Української Центральної Ради, увійшло до складу Української Народної Республіки.
12 червня 2020 року, відповідно до Розпорядження Кабінету Міністрів України  № 725-р «Про визначення адміністративних центрів та затвердження територій територіальних громад Харківської області», увійшло до складу Дворічанської селищної громади.
19 липня 2020 року, в результаті адміністративно - територіальної реформи та ліквідації Дворічанського району, село увійшло до складу Куп'янського району Харківської області.
Село тимчасово окуповане російськими військами 24 лютого 2022 року.
У грудні 2022 року внаслідок обстрілів росіян загинув місцевий мешканець. Є пошкодження приватних домоволодінь, господарчих споруд, складських приміщень.

## Економіка
- В селі є свино-товарна ферма.

## Об'єкти соціальної сфери
- Школа.